# بریتا آلتنکمپ
بریتا آلتنکمپ (انگلیسی: Britta Altenkamp؛ زادهٔ ۱۶ سپتامبر ۱۹۶۴) یک سیاست‌مدار اهل آلمان است.